# North East Island (ö i Falklandsöarna)
North East Island är en ö i territoriet Falklandsöarna (Storbritannien). Den ligger i den sydöstra delen av landet. Arean är 1,5 kvadratkilometer.
Terrängen på North East Island är mycket platt. Öns högsta punkt är 17 meter över havet. Den sträcker sig 1,2 kilometer i nord-sydlig riktning, och 2,4 kilometer i öst-västlig riktning. På ön finns hed och gräsmarker samt på norra sidan klippor.